# Alexandria (Virginia)

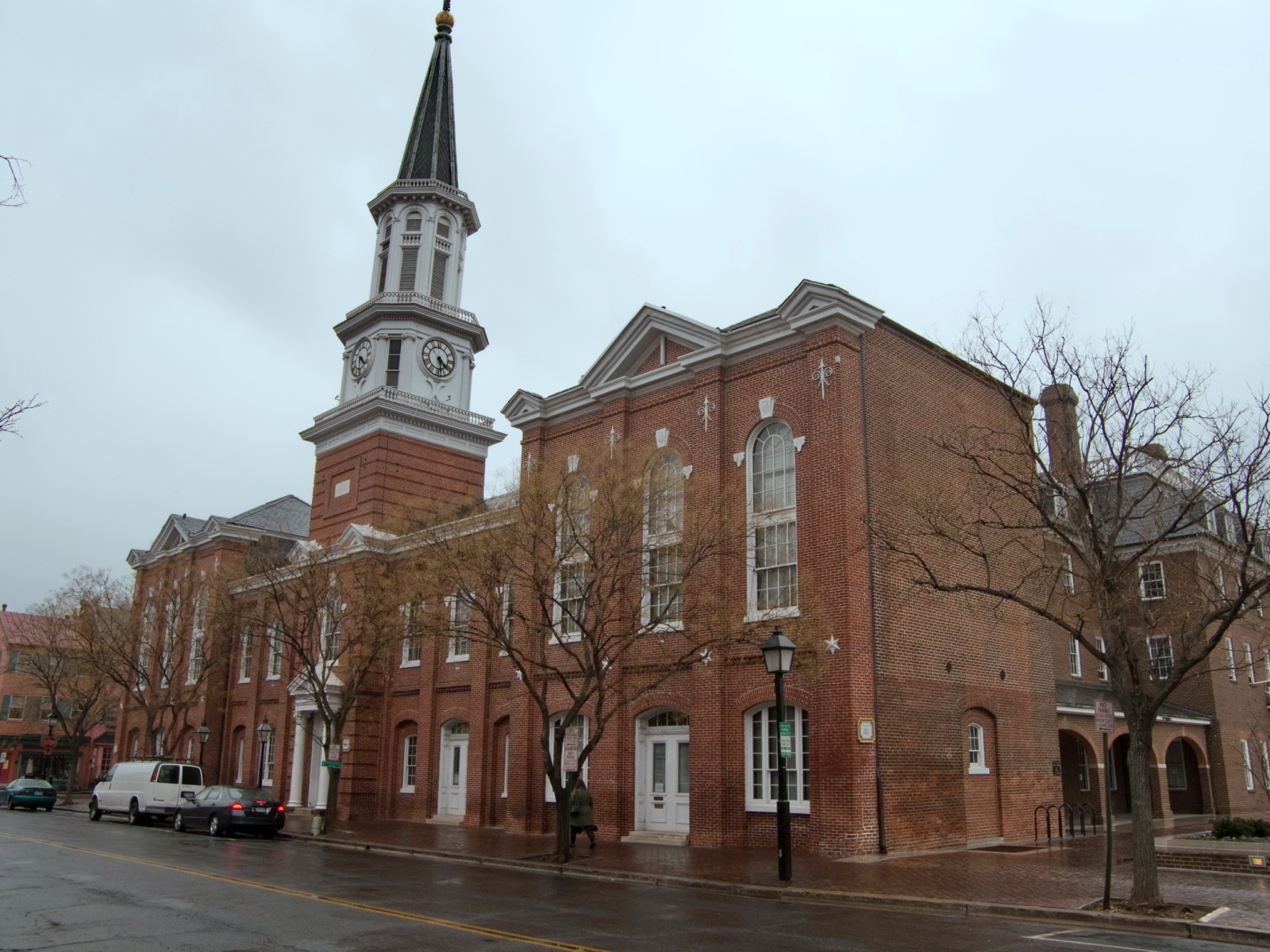
Stadhuis

Alexandria is een stad in de Amerikaanse staat Virginia gelegen aan de rivier de Potomac vlak bij Washington D.C. De stad had 128.283 inwoners volgens de census van 2000 en was toen daarmee de 166e stad in de Verenigde Staten. De oppervlakte bedraagt 39,4 km², waarmee het de 228e stad is. In 2010 bedroeg het aantal inwoners 139.965 en in 2020 naar schatting 159.467.
Alexandria werd in 1749 gesticht en vernoemd naar John Alexander, een Schotse immigrant die in 1669 het land kocht waar de latere stad zou verrijzen. In 1789 werd de stad een onderdeel van het District of Columbia. Tijdens de Amerikaanse Onafhankelijkheidsoorlog was Alexandria een belangrijk handelscentrum en haven. In 1847 werd Alexandria weer teruggegeven aan de staat Virginia.
Tijdens de Amerikaanse Burgeroorlog (1861-1865) werd de stad door Uniesoldaten bezet. Ook nu weer was de stad van belang voor de aanvoer van goederen en deed ze dienst als transportcentrum. Ook werden diverse forten gebouwd die van belang waren bij de verdediging van de hoofdstad Washington.
Tegenwoordig is Alexandria naast zakencentrum vooral een toeristenstad. In het oude historische Old Town Alexandria bevinden zich vele musea, monumenten en historische gebouwen waaronder het huis van de zuidelijke generaal Robert E. Lee.

## Geschiedenis
De geschiedenis van Alexandria begon in 1669, toen de Schot John Alexander een stuk land kocht van een Engelse scheepskapitein voor 6.000 Engelse ponden tabak. De stad Alexandria werd gesticht in 1749 door een groep zakenlieden en landeigenaren die geleid werd door de Schotten John Carlyle en William Ramsay. De stad werd vernoemd naar John Alexander. In 1752 was Alexandria een bloeiende havenstad aan de Potomac. Er werd tabak en graan uitgevoerd naar Engeland en het Caraïbisch gebied. John Carlyle bouwde het Carlyle House in Georgiaanse bouwstijl. De Oorlog van 1812 met het Verenigd Koninkrijk leidde in 1814 tot de bezetting van Alexandria door de Britten. De stad kon slechts gespaard worden door een brandschatting aan tabak, meel, katoen en suiker te betalen. In hetzelfde jaar werd de vrede getekend.
In 1861 brak de Amerikaanse Burgeroorlog uit. Virginia scheidde zich af van de Verenigde Staten van Amerika en trad toe tot de Geconfedereerde Staten van Amerika. Alexandria werd door de Verenigde Staten bezet vanwege het belang ervan voor de verdediging van Washington D.C. Deze bezetting zou vier jaar duren.
In 1939 vond in de bibliotheek van Alexandria de eerste Amerikaanse sit-downdemonstratie voor gelijke burgerrechten plaats door een vijftal Afro-Amerikanen onder leiding van Samuel Tucker. Doel was om de bibliotheek ook voor zwarten toegankelijk te maken. De stad opende daarop een bibliotheek voor Afro-Amerikanen. Hier is tegenwoordig het Alexandria Black History Museum gehuisvest.

## Bezienswaardigheden

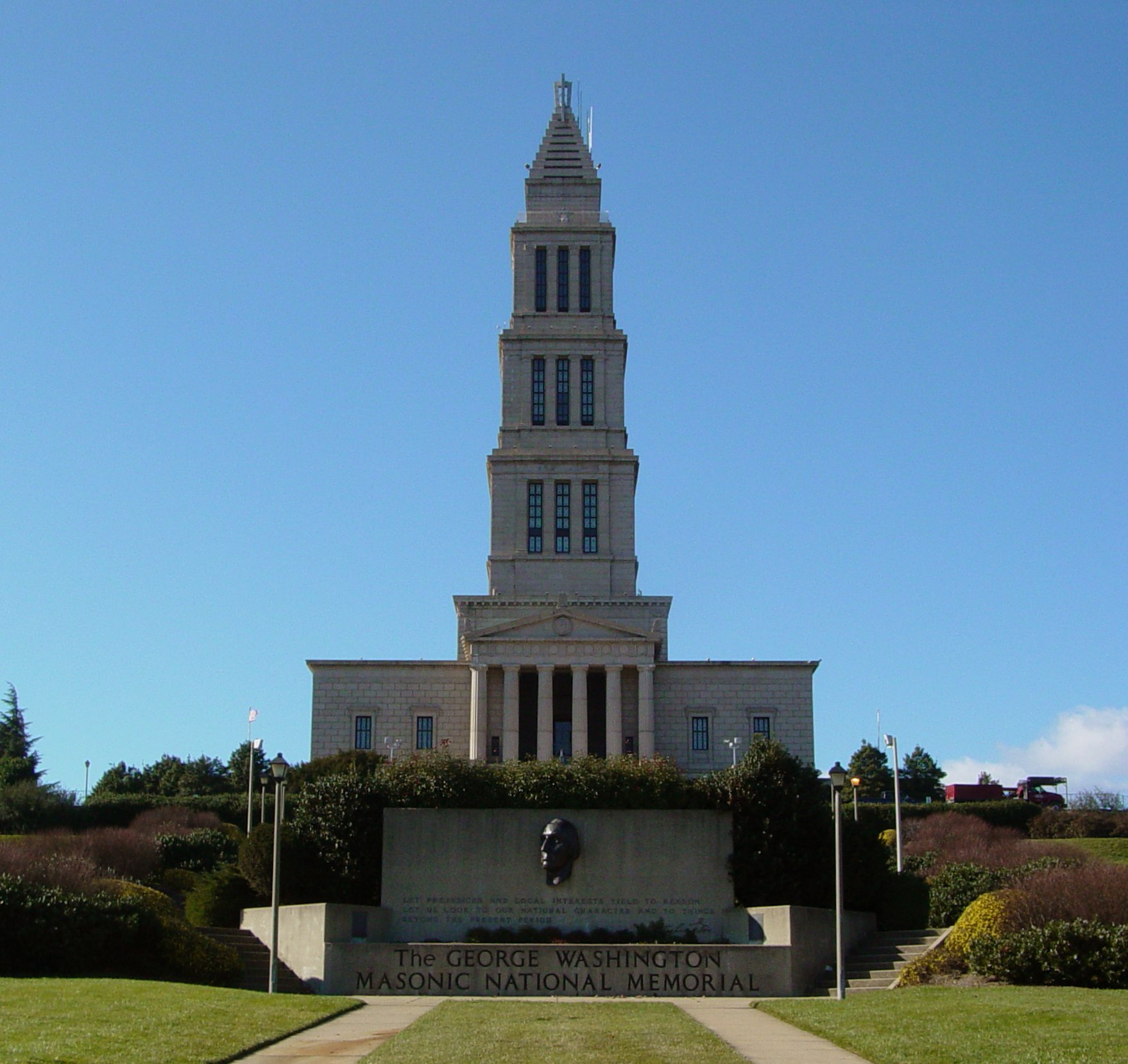
George Washington Masonic Memorial

De oude stad (Old Town) is gelegen langzij de King Street, een straat die zich vanaf het gelijknamige metrostation naar de oever van de Potomac begeeft, waar zich het waterfront bevindt. Van daar uit vertrekken ook rivierboten naar diverse bestemmingen. Het stratenpatroon is dambordvormig, daarmee de verkaveling uit de tijd van de kolonisten volgend. De meeste bezienswaardigheden zijn in deze buurt te vinden.
- Torpedo Factory Art Center is gevestigd in een munitiefabriek aan de waterkant die dateert uit 1918, het laatste jaar van de Eerste Wereldoorlog. Later kwam de fabriek leeg te staan en raakte in verval. Einde jaren zestig kwamen kunstenaars op het idee de fabriek op te knappen en er ateliers in te vestigen. Dit werd verwezenlijkt in 1974. Tegenwoordig werken er 140 kunstenaars, en ook zijn er galeries en dergelijke te vinden. Voorts bevindt zich hier een archeologisch museum.
- Christ Church is een voormalige Anglicaanse kerk, sinds de Amerikaanse Revolutie van de Episcopal Church. De kerk werd gebouwd tussen 1767 en 1773. Tot de kerkgangers behoorden George Washington en Robert E. Lee. Het is gebruikelijk dat alle Amerikaanse presidenten hier een kerkdienst bijwonen. Gebouw en interieur zijn nog in de oorspronkelijke staat en de kerk is omringd door een begraafplaats waarvan de oudste grafstenen uit 1771 stammen.
- George Washington Masonic Memorial is een zeer groot bouwwerk dat geïnspireerd is door de Pharos van Alexandrië. Naast een groot standbeeld van Washington vindt men er voorwerpen die betrekking hebben op de vrijmetselarij. Het is gebouwd op Shuter's Hill.
- Het Freedom House werd gebouwd in 1812 en diende als hoofdkantoor voor de slavenhandelsfirma van Franklin, Armfield & Co. Van 1828 tot 1861 werden er meer dan 10.000 slaven verkocht. Meer dan 3.750 van hen werden verkocht om te werken op de katoen- en suikerplantages in de zuidelijke staten. Toen in 1861 de Amerikaanse Burgeroorlog begon werd het een militaire gevangenis voor zwarte soldaten, maar tegen het einde van deze oorlog werd het een ziekenhuis voor zwarte soldaten en voor slaven die het zuiden ontvluchtten. Tegenwoordig is het een museum van de Northern Virginia Urban League en is het te bezichtigen.

## Demografie
Van de bevolking is 9 % ouder dan 65 jaar en zij bestaat voor 43,4 % uit eenpersoonshuishoudens. De werkloosheid bedraagt 1,5 % (cijfers volkstelling 2000).
Ongeveer 14,7 % van de bevolking van Alexandria bestaat uit hispanics en latino's, 22,5 % is van Afrikaanse oorsprong en 5,7 % van Aziatische oorsprong.
Het aantal inwoners steeg van 111.183 in 1990 naar 128.283 in 2000. In 2017 werd het inwonersaantal geschat op 160.035.

## Klimaat
In januari is de gemiddelde temperatuur 1,4 °C, in juli is dat 26,7 °C. Jaarlijks valt er gemiddeld 981,2 mm neerslag (gegevens op basis van de meetperiode 1961-1990).

## Plaatsen in de nabije omgeving
De onderstaande figuur toont nabijgelegen plaatsen in een straal van 8 km rond Alexandria.

## Geboren
- Fitzhugh Lee (Clermont, 1835-1905), Zuidelijke generaal tijdens de Amerikaanse Burgeroorlog en gouverneur van Virginia
- Edwin Houston (1847-1914), uitvinder
- Claude Hopkins (1903-1984), jazzpianist en bigbandleider
- Angus King (1944), senator voor Maine
- Stewart Copeland (1952), drummer (The Police)
- Rich Hall (1954), komiek en schrijver
- Mackenzie Phillips (1959), actrice en zangeres
- Dermot Mulroney (1963), acteur
- Diedrich Bader (1966), komiek en (stem)acteur
- Ann Brashares (1967), schrijfster
- Mick Mulvaney (1967), politicus
- Diane Neal (1976), film- en televisieactrice
- Beau Willimon (1977), scenarioschrijver en producent
- Alex Yi (1982), voetballer
- Kiely Williams (1986), actrice en zangeres
- Megan Young (1990), Miss World in 2013

## Overleden
- Wernher von Braun (1912-1977), Duits-Amerikaans raketspecialist